# مایا کوموروفسکا
مایا کوموروفسکا (لهستانی: Maja Komorowska؛ زادهٔ ۲۳ دسامبر ۱۹۳۷) بازیگر اهل لهستان است.
از فیلم‌ها یا برنامه‌های تلویزیونی که وی در آن نقش داشته‌است، می‌توان به چقدر دور، چقدر نزدیک، گنج‌های پنهان، با اشک‌های گرمم، کوه‌ها در تاریکی، پشت یک دیوار، راه‌ها در میان شب، قرارداد، از سرزمینی دور، ریش‌آبی، روزگار سپری‌شده، هر کجا که باشی، بازدید، به تاخت، وضعیت تملک، ترازنامه سه‌ماهه، زندگی خانوادگی، ده فرمان ۱، کاتین، سالی از خورشید خاموش، عروسی، دوشیزگان ویلکو و مارپیچ اشاره کرد.